# Армсгеймер, Иван Иванович
Иван Иванович (Иоганн Иосиф) Армсгеймер (нем. Johann Joseph Armsheimer; 7 марта 1860, Дрезден — 1933, Ленинград) — военный музыкант, дирижёр, трубач-корнетист, композитор, педагог и музыкальный теоретик.

## Биография
Немец. Музыкальное образование получил в Петербургской консерватории, которую окончил в 1879 году по классу фортепиано у Франца Черни, по классу корнета у В. В. Вурма и как капельмейстер.
В 1880 году окончил по классу военной инструментовки у К. X. Нидмана. Теорию композиции изучал под руководством Ю. И. Иогансена и Н. А. Римского-Корсакова.
В 1881—84 годах занимался в классе инструментовки и практического сочинения Н. А. Римского-Корсакова.
В 1883—1904 годах — солист оркестра Михайловского театра, в 1904—07 — Мариинского театра в Петербурге. В 1882—1912 годах служил капельмейстером оркестра лейб-гвардии Егерского и Кавалергардского полков. C 1889 года состоял в Придворной певческой капелле, где заведовал инструментальными классами. Преподавал музыку в Первом и в Николаевском кадетском корпусах.
В 1904—21 годах преподавал игру на трубе и оркестровку в инструментальных классах Капеллы.
В 1897 году Армсгеймер получил вторую премию на первом всероссийском конкурсе Императорского русского музыкального общества за мужской хор a capella «Хозяйка чарочку несет».
Написал три учебника, содержащие этюды, дуэты и упражнения для всех медных духовых инструментов, а также «Учебник военной инструментовки» в 10 томах, одобренный художественным советом профессоров Петербургской консерватории.

## Сочинения
- опера: «Der Oberförster» (в русском переводе «Лесничий»; представлена немецкой труппой в Санкт-Петербурге в 1890 году),
- опера «Sous la feuillée»
- опера «Ja ger liv» (текст датского поэта J. Gierbing);
- опера «Кто он?» (1900)
- опера «Прощание казака» (1900)
- опера «Наполеон и князь Репнин» (не закончена);
- балет: «Бедная невеста» (на венгерские темы),
- балет «В Новом свете» (на мексиканские темы),
- балет «Похищенный вуаль» (по сказке Музеуса),
- балет «Привал кавалерии». Одноактный комический балет о флирте кавалерийских офицеров с сельскими девушкам. Ставился в Москве в дни коронации Николая II и Мариинском театре, балетмейстер М.Петипа. Исполнялся свыше 300 раз в разных городах России, ставился много раз и за границей, особенно в Германии, интерес к балету сохраняется и в наше время[1][2][3]
- балет «Лесной царь» (по балладе Гёте);
- балет «Сон»,
- балет «Ученик волшебника» (по балладе Гёте)
- балет «На перепутье» по собственному либретто, премьера в Мариинском театре 12 декабря 1904 года; балетмейстер А. В. Ширяев.
- три увертюры на русские народные песни,
- три кантаты,
- около 150 романсов
- около сотни пьес для сольных инструментов, скрипки, виолончели
- струнный квартет
- хоры, в том числе хор a capella: «Хозяйка чарочку несет», за который он получил приз
- сюиты для флейты и фортепьяно и др.